# Nonndorf (Gemeinde Raabs an der Thaya)
Nonndorf oder Nonndorf bei Raabs ist eine Ortschaft und als Nondorf oder Nonndorf bei Raabs an der Thaya eine Katastralgemeinde der Stadtgemeinde Raabs an der Thaya im Bezirk Waidhofen an der Thaya in Niederösterreich mit 59 Einwohnern (Stand 1. Jänner 2024).

## Geografie
Durch das nordöstlich von Raabs gelegene Dorf fließt der aus Rabesreith kommende Gaberbach, der bei Drosendorf in die Thaya einmündet. Der Ort wird über die Landesstraße L1257 erschlossen. Am 1. April 2020 umfasste die Ortschaft 28 Adressen.

## Geschichte
Der Stadthauptmann von Drosendorf, Oswald von Eyczing (auch Eitzing), wird 1486 als Besitzer des hier befindlichen Eitzinghofes genannt.
Schweickhardt beschrieb die Bewohner als gut mit Äckern bestiftete Landbauern und zudem erwähnte er zwei Kleinhäusler, einen Schmied und einen Schneider. Die Bauern ernteten überwiegend Korn, daneben aber auch Wicke, Erbsen, Linsen, Flachs, Klee, Erdäpfel und Kohl. Von Bedeutung war auch die Viehzucht und weiters bestanden beim Ort einige Kalkbrennereien. Im Jahr 1822 wurde der Ort als Dorf mit 20 Häusern genannt, das nach Großau eingepfarrt war, wohin auch die Kinder eingeschult wurden. Die Herrschaft Drosendorf besaß die Ortsobrigkeit, übte die Landgerichtsbarkeit aus, besorgte die Konskription und hatte die Grundherrschaft inne. Laut Adressbuch von Österreich waren im Jahr 1938 in Nonndorf zwei Gastwirte, ein Schmied und zahlreiche Landwirte ansässig.

## Siedlungsentwicklung
Zum Jahreswechsel 1979/1980 befanden sich in der Katastralgemeinde Nonndorf bei Raabs an der Thaya insgesamt 50 Bauflächen mit 24.744 m² und 68 Gärten auf 27.870 m², 1989/1990 gab es 51 Bauflächen. 1999/2000 war die Zahl der Bauflächen auf 82 angewachsen und 2009/2010 bestanden 49 Gebäude auf 112 Bauflächen.

## Bodennutzung
Die Katastralgemeinde ist landwirtschaftlich geprägt. 337 Hektar wurden zum Jahreswechsel 1979/1980 landwirtschaftlich genutzt und 23 Hektar waren forstwirtschaftlich geführte Waldflächen. 1999/2000 wurde auf 344 Hektar Landwirtschaft betrieben und 22 Hektar waren als forstwirtschaftlich genutzte Flächen ausgewiesen. Ende 2018 waren 335 Hektar als landwirtschaftliche Flächen genutzt und Forstwirtschaft wurde auf 23 Hektar betrieben. Die durchschnittliche Bodenklimazahl von Nonndorf bei Raabs an der Thaya beträgt 42,7 (Stand 2010).